# Верхня Грайворонка
Верхня Грайворонка (рос. Верхняя Грайворонка) — село в Касторенському районі Курської області Російської Федерації.
Населення становить 330 осіб. Входить до складу муніципального утворення Верхньограйворонська сільрада.

## Історія
Населений пункт розташований на території українського етнічного та культурного краю Східна Слобожанщина.
Від 2004 року входить до складу муніципального утворення Верхньограйворонська сільрада.

## Населення
| 2002 | 2010 | 2012 | 2013 | 2014 | 2015 | 2016 |
| ---- | ---- | ---- | ---- | ---- | ---- | ---- |
| 561  | ↘431 | ↘404 | ↘390 | ↘373 | ↘365 | ↘350 |
| 2017 | 2018 | 2019 | 2020 | 2021 |      |      |
| ↘344 | ↘338 | ↘333 | ↗334 | ↘330 |      |      |